# ARFGAP3
ARFGAP3 (англ. ADP ribosylation factor GTPase activating protein 3) – білок, який кодується однойменним геном, розташованим у людей на короткому плечі 22-ї хромосоми. Довжина поліпептидного ланцюга білка становить 516 амінокислот, а молекулярна маса — 56 928.
| 10         |  | 20         |  | 30         |  | 40         |  | 50         |
| ---------- |  | ---------- |  | ---------- |  | ---------- |  | ---------- |
| MGDPSKQDIL |  | TIFKRLRSVP |  | TNKVCFDCGA |  | KNPSWASITY |  | GVFLCIDCSG |
| SHRSLGVHLS |  | FIRSTELDSN |  | WSWFQLRCMQ |  | VGGNASASSF |  | FHQHGCSTND |
| TNAKYNSRAA |  | QLYREKIKSL |  | ASQATRKHGT |  | DLWLDSCVVP |  | PLSPPPKEED |
| FFASHVSPEV |  | SDTAWASAIA |  | EPSSLTSRPV |  | ETTLENNEGG |  | QEQGPSVEGL |
| NVPTKATLEV |  | SSIIKKKPNQ |  | AKKGLGAKKG |  | SLGAQKLANT |  | CFNEIEKQAQ |
| AADKMKEQED |  | LAKVVSKEES |  | IVSSLRLAYK |  | DLEIQMKKDE |  | KMNISGKKNV |
| DSDRLGMGFG |  | NCRSVISHSV |  | TSDMQTIEQE |  | SPIMAKPRKK |  | YNDDSDDSYF |
| TSSSSYFDEP |  | VELRSSSFSS |  | WDDSSDSYWK |  | KETSKDTETV |  | LKTTGYSDRP |
| TARRKPDYEP |  | VENTDEAQKK |  | FGNVKAISSD |  | MYFGRQSQAD |  | YETRARLERL |
| SASSSISSAD |  | LFEEPRKQPA |  | GNYSLSSVLP |  | NAPDMAQFKQ |  | GVRSVAGKLS |
| VFANGVVTSI |  | QDRYGS     |  |            |  |            |  |            |

A: Аланін

C: Цистеїн

D: Аспарагінова кислота

E: Глутамінова кислота

F: Фенілаланін

G: Гліцин

H: Гістидин

I: Ізолейцин

K: Лізин

L: Лейцин

M: Метіонін

N: Аспарагін

P: Пролін

Q: Глутамін

R: Аргінін

S: Серин

T: Треонін

V: Валін

W: Триптофан

Кодований геном білок за функціями належить до активаторів гтфаз, фосфопротеїнів. 
Задіяний у таких біологічних процесах, як транспорт, транспорт білків, транспорт між ендоплазматичним ретикулумом і апаратом Гольджі, альтернативний сплайсинг. 
Білок має сайт для зв'язування з іонами металів, іоном цинку. 
Локалізований у цитоплазмі, мембрані, апараті гольджі.